# Strada statale 72 (Polonia)
La strada statale 72 (sigla DK 72, in polacco droga krajowa 72) è una strada statale polacca che attraversa il Paese da Konin a Rawa Mazowiecka.